# Tube de peinture souple

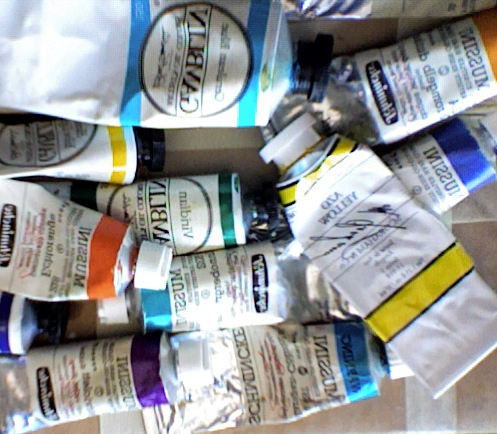
Tubes de peinture de différentes couleurs.

Le tube de peinture souple est un tube en métal ou en plastique fermé hermétiquement, et destiné au conditionnement de la peinture à l'huile et des différentes peintures à l'eau : aquarelle, gouache et peinture acrylique.

## Histoire
Jusqu'au XVIIIe siècle, les peintres, ou leurs élèves, broyaient eux-mêmes les pigments en poudre avec le liant et ils les employaient aussitôt. Chacun développait sa technique, à base de différentes huiles, plus ou moins jaunissantes, utilisées crues ou cuites. Ainsi l'huile de lin, siccative et peu jaunissante, fut adoptée devant l'huile d'œillette et l'huile de noix, plus claires, mais moins siccatives. Au XIXe siècle sont apparues les premières couleurs industrielles prêtes à l'emploi et présentées dans des récipients en vessies de porc séchées, et pliées en forme de sac. Ces couleurs devaient cependant être utilisées rapidement. En 1822, l'artiste anglais James Hams crée un nouvel emballage, des seringues en verre ou en métal mais leur coût élevé empêche leur diffusion.
Le brevet d'invention du tube souple compactable, fermé hermétiquement à l’aide d’une pince et dont l'enveloppe est une feuille d'étain, est déposé à Londres en 1841 par le peintre américain John Goffe Rand. Ce nouvel emballage, rapidement commercialisé par Winsor & Newton (en), permet aux peintres de transporter ces tubes de peinture déjà préparés, pouvant ainsi plus facilement s’évader de leurs ateliers pour travailler en plein air.
En 1859, la maison Lefranc le commercialise en France, améliorant le principe du bouchon à pas de vis.
Les historiens de l'art considèrent que le tube a « révolutionné » l'histoire de la peinture en favorisant l'essor de l'impressionnisme. La conséquence directe sur la révolution impressionniste est cependant à nuancer : le brevet d'invention date de 1841 tandis que la première exposition impressionniste date de 1874.
À partir des années 1920, les grands tubes sont en aluminium et les tubes de taille moyenne ou petite sont revêtus d'étain (moins coûteux que l'étain pur). Les tubes de peinture en plastique apparaissent au milieu du XXe siècle mais ils ne sont pas pliables (l'air, qui dessèche la peinture, entre dedans) si bien que les artistes ne les adoptent que lorsque ce problème est résolu techniquement par un revêtement d'aluminium.